# 4월 23일
4월 23일은 그레고리력으로 113번째(윤년일 경우 114번째) 날에 해당한다.

## 사건
- 1594년 - 제2차 당항포 해전 발발.
- 1702년 - 앤 여왕이 영국 왕으로 즉위하다.
- 1917년 - 오스만 제국이 미국에 대한 국교 단절을 선언하다.
- 1919년 - 서울에서 한성임시정부 수립.
- 1952년 - 미국, 네바다 사막에서 최대 규모의 핵실험을 하다.
- 1990년 - 나미비아가 유엔에 가입하다.
- 1996년 - 1996년 고성 산불이 발생하기 시작하다.
  - 이라크 바그다드에서 폭탄 조끼를 입은 한 무장대원이 종파분쟁 난민들에게 구호품을 나눠주고 있던 경찰관 사이에서 폭탄을 터뜨려 28명이 숨지고 52명이 다쳤다.
  - 이라크 북부 무크다디야 지역에서는 폭탄을 실은 트럭이 식당을 덮쳐 45명이 숨지고 55명이 다쳤다.
- 2010년 - 그리스 총리가 국제통화기금과 유로존에게 구제금융을 요청하다.
- 2013년 - 일본 국회의원 168명이 야스쿠니 신사 참배를 강행하다.

## 문화
- 1993년 - 한국의 힙합듀오 듀스(DEUX), '나를 돌아봐'가 수록된 데뷔앨범 "듀스(DEUX)" 발매.
- 1999년 - 박찬호가 페르난도 타티스에게 메이저 리그 역사상 최초로 한 이닝에 한 타자에게 2번의 만루 홈런을 허용하다.
- 2005년 - 대한민국 MBC TV의 예능 프로그램 무한도전 첫방송.
- 2008년
  - 미국 메이저 리그 야구의 애틀랜타 브레이브스 소속 투수 존 스몰츠가 메이저 리그 사상 16번째로 3000개의 탈삼진을 기록하다.
  - MS사에서 윈도우 XP 서비스팩 3가 발표되었다.
- 2011년 - 한국의 아이돌 그룹 B1A4(비원에이포) 데뷔.
- 2013년 - 한국의 가수 조용필, 바운스(Bounce)가 수록된 19집『헬로(HELLO)』 발매.
- 2015년 - 대구 도시철도 3호선 개통.
- 2016년 - KBS 제2라디오의 희망가요가 25년 만에 폐지되었다.

## 탄생
- 1598년 - 네덜란드의 해군 제독 마르턴 트롬프. (~1653년)
- 1775년 - 영국의 화가 조지프 말로드 윌리엄 터너. (~1851년)
- 1791년 - 미국의 제15대 대통령 제임스 뷰캐넌. (~1868년)
- 1857년 - 이탈리아의 오페라 작곡가 루제로 레온카발로. (~1919년)
- 1858년 - 독일의 물리학자 막스 플랑크. (~1947년)
- 1888년 - 일제강점기의 관료 이각종. (~1968년)
- 1891년 - 러시아의 작곡가 세르게이 프로코피예프. (~1953년)
- 1902년 - 아이슬란드의 소설가 하들도르 락스네스. (~1998년)
- 1907년 - 대한민국의 의사, 정치인 문창모. (~2002년)
- 1917년 - 조선민주주의인민공화국의 가수 왕수복. (~2003년)
- 1919년 - 미국의 기업인, 자선가, 영화 프로듀서 앤 바이든스. (~2021년)
- 1920년 - 대한민국의 철학자, 교육인 김형석.
- 1921년 - 미국의 야구 선수 워런 스판. (~2003년)
- 1923년
  - 대한민국의 정치인 홍우준. (~2018년)
  - 미국의 논리학자 월터 피츠. (~1969년)
- 1928년 - 미국의 영화배우 셜리 템플. (~2014년)
- 1931년 - 미국의 사업가, 자선가 척 피니. (~2023년)
- 1936년 - 미국의 싱어송라이터 로이 오비슨. (~1988년)
- 1939년
  - 대한민국의 공무원 서영택.
  - 미국의 배우 리 메이저스.
- 1941년 - 미국의 프로그래머 레이 톰린슨. (~2016년)
- 1946년
  - 대한민국의 전 야구 선수, 현 야구 감독 정동진.
  - 우크라이나의 전 축구 선수, 현 축구 감독 아나톨리 비쇼베츠.
- 1953년
  - 대한민국의 바둑기사 조훈현.
  - 대한민국의 배우 신신애.
- 1954년
  - 대한민국의 제32·33대 총무원장 자승. (~2023년)
  - 미국의 영화감독, 작가 마이클 무어.
- 1955년
  - 페루의 사격 선수 후안 히아.
  - 오스트레일리아의 배우 주디 데이비스.
  - 일본의 성우, 배우 히라노 후미.
- 1958년 - 아프가니스탄의 무자헤딘 지휘관 겸 정치인 압둘 하크.
- 1960년 - 미국의 배우 밸러리 버티넬리.
- 1964년 - 이란의 외무장관 호세인 아미르압돌라히안. (~2024년)
- 1967년 - 대한민국의 배우 김희애.
- 1968년 - 미국의 오클라호마 연방청사 테러범 티머시 맥베이. (~2001년)
- 1969년
  - 대한민국의 방송인, 정치인 박성준.
  - 소련의 체조 선수 옐레나 슈슈노바. (~2018년)
- 1970년
  - 대한민국의 배우 선우철.
  - 대한민국의 정치인 김지수.
- 1971년 - 대한민국의 촬영감독 이종훈.
- 1972년
  - 대한민국의 심리상담가 손수진.
  - 대한민국의 상품기획자 이현구.
- 1976년
  - 대한민국의 배우 손소영.
  - 대한민국의 배우 이채민.
- 1977년
  - 대한민국의 야구 선수 강병식.
  - 대한민국의 배우 김영임. (~2007년)
  - 대한민국의 가수 문명진.
  - 대한민국의 축구 선수 이영표.
  - 영국 출신 미국의 스탠드업 희극인, 토크쇼 진행자 존 올리버.
  - 미국의 프로레슬러 및 영화배우인 존 시나.
  - 미국의 배우, 공무원 칼 펜.
- 1979년
  - 미국의 배우 제이미 킹.
  - 대한민국의 배구 선수 김선아.
- 1980년
  - 대한민국의 성우 이민하.
  - 일본의 전 축구 선수 오쓰키 히로시.
- 1981년
  - 대한민국의 방송연예인 에바 포피엘.
  - 대한민국의 가수 김혁건.
- 1982년
  - 대한민국의 사격 선수 김윤미.
  - 미국의 전 축구 선수 카일 베커맨.
  - 대한민국의 가수 김선희.
- 1983년
  - 대한민국의 멀리뛰기 선수 정순옥.
  - 슬로바키아의 테니스 선수 다니엘라 한투호바.
- 1984년
  - 대한민국의 가수 채윤.
  - 대한민국의 작곡가, 프로듀서 디즈.
- 1985년
  - 대한민국의 가수 이채윤.
  - 영국의 가수 타이오 크루즈.
  - 대한민국의 희극인 윤한민.
  - 일본의 전 축구 선수 아소 슌.
- 1986년 - 네덜란드의 스피드 스케이팅 선수 스벤 크라머르.
- 1987년 - 대한민국의 가수 신지후.
- 1988년 - 일본의 그리비아 아이돌 야나세 사키.
- 1989년 - 대한민국의 유도 선수 정다운.
- 1990년
  - 영국의 배우 데브 파텔.
  - 덴마크의 축구 선수 마티아스 예르겐센.
  - 스웨덴의 축구 선수 소피아 야콥손.
  - 이탈리아의 축구 선수 크리스티아나 지렐리.
  - 대한민국의 배우 태미.
  - 대한민국의 작곡가 새봄.
- 1991년
  - 대한민국의 래퍼 자이언트핑크.
  - 대한민국의 전직 스타크래프트 프로게이머 신대근.
- 1992년
  - 대한민국의 스타그래프트 프로게이머 김성대.
  - 대한민국의 배우 조서후.
  - 미국의 래퍼 OG 마코. (~2024년)
- 1993년
  - 대한민국의 배우 강승호.
  - 일본의 가수 치카노 리나 (AKB48, JKT48).
  - 중화인민공확국의 크로스컨트리 스키 선수 왕창.
- 1994년
  - 대한민국의 배우 송강.
  - 대한민국의 가수 민수현.
  - 대한민국의 유튜버 각별.
- 1995년
  - 대한민국의 배우 윤예주.
  - 미국의 모델 지지 하디드.
- 1996년
  - 대한민국의 배우 조병규.
  - 대한민국의 육상 선수 우상혁.
- 1997년
  - 대한민국의 피겨 스케이팅 선수 김해진.
  - 대한민국의 유튜버 마플 (팀샐러드).
- 1998년 - 대한민국의 리그 오브 레전드 프로게이머 나유준.
- 1999년
  - 대한민국의 래퍼 채영 (트와이스).
  - 대한민국의 가수 LOUIS. (원더나인).
  - 대한민국의 축구 선수 김현우.
  - 일본의 배우 모로호시 스미레.
- 2000년
  - 대한민국의 가수 제노 (NCT).
  - 미국의 스노보드 선수 클로이 김.
- 2001년
  - 대한민국의 쇼트트랙 선수 이유빈.
  - 대한민국의 가수 화랑.
- 2002년 - 대한민국의 배우 겸 가수 차웅기 (티오원).
- 2012년 - 미국의 한국계 미국인 배우 앨런 김.
- 2018년 - 영국 윌리엄 왕세손과 케이트 왕세손빈의 둘째 아들 웨일스 공자 루이.

### 미상
- 대한민국의 가수 나현.

## 사망
- 1616년
  - 스페인의 소설가, 시인, 작가 미겔 데 세르반테스. (1547년~)
  - 영국의 극작가 겸 시인 윌리엄 셰익스피어. (1564년~)
- 1850년 - 영국의 낭만파 시인 윌리엄 워즈워스. (1770년~)
- 1959년 - 일제 강점기의 친일파 정치인 박중양. (1872년~)
- 1961년 - 미국의 야구인 잭 배리. (1887년~)
- 1964년 - 헝가리의 경제학자 칼 폴라니. (1886년~)
- 1986년 - 미국의 영화감독 오토 프레민저. (1905년~)
- 1992년 - 인도의 영화감독 사티야지트 레이. (1921년~)
- 2006년 - 미국의 사진작가, 칼럼니스트 윌리엄 P. 고틀립. (1917년~)
- 2007년 - 러시아의 초대 대통령 보리스 옐친. (1931년~)
- 2010년 - 러시아의 체조 선수 및 코치 나탈리야 라브로바. (1984년~)
- 2018년
  - 아일랜드 출신의 가톨릭 성직자 패트릭 제임스 맥글린치.
  - 일본의 전 야구 선수 기누가사 사치오. (1947년~)
- 2019년 - 룩셈부르크의 대공 장. (1921년~)
- 2020년
  - 대한민국의 성우 김태연. (1943년~)
  - 일본의 영화배우 오카에 쿠미코. (1956년~)
  - 일본의 영화배우 와다 슈. (1938년~)
- 2021년
  - 대한민국의 정치인 김용태. (1936년~)
  - 중화인민공화국의 정치인 뤄칭취안. (1945년~)
  - 이탈리아의 가수 밀바. (1939년~)
- 2022년
  - 대한민국의 군인 황영시. (1926년~)
  - 미국의 정치인 오린 해치. (1934년~)
- 2024년
  - 일본의 스키점프 선수 가사야 유키오. (1943년~)
  - 대한민국의 고위정치인 노재봉. (1936년~)
  - 미국의 전기기술자 로버트 H. 데나드. (1932년~)
  - 베네수엘라의 권투 선수 프란시스코 로드리게스. (1945년~)
  - 대한민국의 법조인 한대현. (1941년~)
- 2025년 - 튀니지의 정치인 푸아드 메바자. (1933년~)

## 기념일
- 세계 책과 저작권의 날
- 유엔 영어의 날
- 유엔 스페인어의 날
- 픽셀로 얼룩진 기술 소작농의 (영어판): 웹에서의 창작과 소통을 옹호하는 날. 이 날을 기념하여 일부 작가들이 자신들의 창작물을 웹에 무료로(for free) 게시하는 행동을 펴고 있다.

## 같이 보기
- 전날: 4월 22일 다음날: 4월 24일 - 전달: 3월 23일 다음달: 5월 23일
- 음력: 4월 23일
- 모두 보기